# Telitoxicum minutiflorum
Telitoxicum minutiflorum är en tvåhjärtbladig växtart som först beskrevs av Friedrich Ludwig Diels, och fick sitt nu gällande namn av Harold Norman Moldenke. Telitoxicum minutiflorum ingår i släktet Telitoxicum och familjen Menispermaceae. Inga underarter finns listade i Catalogue of Life.